# João Mesquita
João Mesquita (Coimbra, 3 de Junho de 1957 - Lisboa, 12 de Março de 2009) foi um jornalista português.
Iniciou a actividade em finais da década de 1970, no semanário Voz do Povo, passando depois pelas redacções dos jornais
Notícias da Tarde, Jornal de Notícias, Semanário, Público (de que foi um dos fundadores), As Beiras (Coimbra), O Independente e A Capital. Foi colaborador e membro do conselho editorial do mensário Combate.
Foi presidente da direcção do Sindicato dos Jornalistas entre 1989 e 1993.
Adepto da Académica, lançou em 2008, em parceira com João Santana, o livro «Académica - História do Futebol».
Nos últimos anos, João Mesquita colaborou no semanário Expresso e editou a revista Rua Larga, da Universidade de Coimbra.
Morreu na madrugada de 12 de Março de 2009, vítima de doença pulmonar.